# Apostolska nunciatura v Maroku
Apostolska nunciatura v Maroku je diplomatsko prestavništvo (veleposlaništvo) Svetega sedeža v Maroku, ki ima sedež v Souissi-Rabatu.
Trenutno (november 2015) je mesto apostolskega nuncija nezasedeno.

## Seznam apostolskih nuncijev
- Sante Portalupi (1976 - 15. december 1979)
- Bernard Henri René Jacqueline (20. marec 1986 - 22. maj 1993)
- Domenico De Luca (22. maj 1993 - 17. julij 2003)
- Antonio Sozzo (17. julij 2003 - 16. september 2015)